# Wolfgang Waldstein
Wolfgang Waldstein (* 27. August 1928 in Hangö, Finnland; † 17. Oktober 2023 in Salzburg) war ein österreichischer Rechtshistoriker.

## Leben
Wolfgang Waldsteins Vater Ludwig war Pianist. Er verließ Sankt Petersburg infolge der Russischen Revolution und ließ sich zunächst in Finnland nieder. Nach Ausbruch des sowjetisch-finnischen Winterkriegs 1939 emigrierte er nach Österreich und trat eine Stelle als Professor für Klavier am Mozarteum in Salzburg an.
Wolfgang Waldstein studierte nach der Matura Rechtswissenschaften und promovierte im Dezember 1956 bei Arnold Herdlitczka. 1963 wurde er an der Universität Innsbruck habilitiert. 1964 wurde er außerordentlicher Universitätsprofessor für Römisches Recht an der Universität Innsbruck. Von 1965 bis zu seiner Emeritierung 1992 lehrte er als ordentlicher Professor Römisches Recht und Rechtsphilosophie an der Universität Salzburg, deren Rektor er von 1968 bis 1969 war. Von 1996 bis 1998 war er Ordinarius an der Zivilrechtlichen Fakultät der Päpstlichen Lateranuniversität. Er lehrte zudem Kirchenrecht an der Gustav-Siewerth-Akademie.
Unter Rechtshistorikern und Studenten ist er bekannt als langjähriger Bearbeiter und Herausgeber des „Dulckeit/Schwarz/Waldstein“, eines Standardwerks zur römischen Rechtsgeschichte. Waldstein bemühte sich sehr um eine Wiederbelebung des Naturrechts und publizierte einige Schriften über das Recht auf Leben. Sein Buch Ins Herz geschrieben wurde vom damaligen Papst Benedikt XVI. in dessen Bundestagsrede 2011 mehrfach zitiert.
1968 nahm der praktizierende Katholik als Synodale an der Salzburger Diözesansynode teil. 1976 war er maßgeblich an der „Aktion zur Erhaltung der tridentinischen Messe“ beteiligt und hat auch den ganzen Vorgang um die damalige Eingabe an die Österreichische Bischofskonferenz in der Dokumentation „Hirtensorge und Liturgiereform“ veröffentlicht. Er war seit 2007 Ehrenvorsitzender der Laienvereinigung Pro Missa Tridentina. Als Unterstützer der Lebensrechtsbewegung engagierte er sich in mehreren Vereinigungen gegen Abtreibungen und gehörte unter anderem der Juristenvereinigung Lebensrecht e. V. an, die für die Strafverfolgung des Schwangerschaftsabbruchs eintrat.
Seit dem 31. Mai 1994 war Waldstein Mitglied der Päpstlichen Akademie für das Leben und seit 1999 Mitglied des Leitungsrates dieser Akademie. Mit der Verjüngung und Neuorganisation der Akademie im Rahmen der Kurienreform 2016, welche die Dominanz des Opus Dei in der Einrichtung beendete, schied er aus der Akademie aus, ohne die nach der ursprünglichen Satzung mit Vollendung des 80. Lebensjahrs automatisch verliehene Ehrenmitgliedschaft behalten zu können. Waldstein wird seit den 1980er Jahren häufig als bekanntes österreichisches Opus-Dei-Mitglied genannt. Er selbst berichtet in seinen Erinnerungen nur von einer Tochter, die Vollmitglied dieser Organisation sei.
Er war seit 1952 mit Marie Theresa Waldstein geborene Fröhlicher (genannt „Esi“, 1930–2017) verheiratet, mit der er sechs Kinder hatte, darunter der Theologe Michael Waldstein. Hobbymäßig war er als freier Holzbildhauer tätig.
Wolfgang Waldstein starb im Oktober 2023 im Alter von 95 Jahren in Salzburg.

## Ehrungen
- 1998: Komtur des Päpstlichen Ritterordens des heiligen Gregors des Großen[9]
- 2012: Ehrendoktorwürde der Katholischen Péter-Pázmány-Universität Budapest[10]

## Veröffentlichungen (Auswahl)
- Untersuchungen zum römischen Begnadigungsrecht: Abolitio, indulgentia, venia. Universitätsverlag Wagner, Innsbruck 1964 (= Habilitationsschrift).
- Das Menschenrecht zum Leben. Beiträge zu Fragen des Schutzes menschlichen Lebens. Duncker & Humblot, Berlin 1982, ISBN 3-428-05175-0.
- Operae libertorum. Untersuchung zur Dienstpflicht freigelassener Sklaven. Steiner, Stuttgart 1986, ISBN 3-515-04699-2.
- Neueste Erkenntnisse über das Turiner Grabtuch. Auch Atomforschung erweist Echtheit. Christiana, Stein am Rhein 2000, ISBN 3-7171-1029-2.
- Ins Herz geschrieben. Das Naturrecht als Fundament einer menschlichen Gesellschaft. Sankt Ulrich, Augsburg 2010, ISBN 978-3-86744-137-7.
- Mein Leben. Erinnerungen. Media Maria, Illertissen 2013, ISBN 978-3-9815943-4-8.
- Hirntod – Organspende. Regina Breul im Gespräch mit Wolfgang Waldstein. Media Maria, Illertissen 2013, ISBN 978-3-9815943-5-5.
- Naturrecht im römischen Recht und in der europäischen Rechtsentwicklung. In: Civitas. Zeitschrift für das christliche Gemeinwesen. Sonderheft 6: Naturrecht und Menschenrecht. Sarto, Bobingen 2015.